# Jahrwoche
Jahrwoche ist ein Zeitraum, der in der Bibel in prophetisch-apokylptischen Büchern wie Daniel und Apokryphen wie dem Buch der Jubiläen verwendet wird und der jeweils mit einem Sabbatjahr endet. Sieben Jahrwochen bilden ein Jubiläum, auf das ein Jubeljahr bzw. Erlassjahr folgt. Somit ist nach 7 Sabbatjahren das 50. Jahr ein Jubeljahr. 

## Etymologie
Analog zur Woche kann das hebräische Wort שָׁבוּעַ (schavua/schabua), das selbst nur eine Periode von sieben bedeutet, als Zeitraum von 7 Jahren verstanden werden (siehe Gen 41 ; Lev 25,8 ; Num 14,34 , Ez 4,5–6 ).

## Anwendung
Die Jahrwochenberechnung hat im jüdisch-christlichen Messianismus insofern Bedeutung, als apokalyptisch orientierte Gruppen insbesondere im Buch Daniel das Kommen des Messias und davon abgeleitet den weiteren Fortgang der Geschichte vorherberechnen zu können meinen.
Die bekannteste Stelle ist die Aussage Dan 9,24–27 :
Siebzig Siebenheiten sind verhängt über dein Volk und über deine heilige Stadt; dann wird dem Frevel ein Ende gemacht und die Sünde abgetan und die Schuld gesühnt, und es wird ewige Gerechtigkeit gebracht und Gesicht und Weissagung erfüllt und das Allerheiligste gesalbt werden. So wisse nun und gib Acht: Von der Zeit an, als das Wort erging, Jerusalem werde wieder aufgebaut werden, bis ein Gesalbter, ein Fürst, kommt, sind es sieben Wochen; und zweiundsechzig Wochen lang wird es wieder aufgebaut sein mit Plätzen und Gräben, wiewohl in kummervoller Zeit. Und nach den zweiundsechzig Wochen wird ein Gesalbter ausgerottet werden und nicht mehr sein. Und das Volk eines Fürsten wird kommen und die Stadt und das Heiligtum zerstören, aber dann kommt das Ende durch eine Flut, und bis zum Ende wird es Krieg geben und Verwüstung, die längst beschlossen ist. Er wird aber vielen den Bund schwer machen eine Woche lang. Und in der Mitte der Woche wird er Schlachtopfer und Speisopfer abschaffen. Und im Heiligtum wird stehen ein Gräuelbild, das Verwüstung anrichtet, bis das Verderben, das beschlossen ist, sich über die Verwüstung ergießen wird. (Luther, 1984)
Auf der Grundlage dieser Bibelstelle berechnete Robert Anderson das Datum von Jesu Einzug in Jerusalem auf Palmsonntag, den 6. April 32 n. Chr.
Die aktuelle Exegese betrachtet diese apokalyptischen Interpretationen wohlwollend. Viele Exegeten sehen in den Texten  eine nachträgliche Betrachtung bereits vergangener Geschichte eingeschoben, gewissermaßen als eine Einfügung im Nachhinein (=Vaticinium ex eventu). Angesichts der Tatsache, dass das Buch Daniel aber bereits in der vorchristlichen Septuaginta erscheint und in Qumran in Höhle 4 eine Danielrolle (4Q116) gefunden wurde, die aus der Zeit der Hasmonäer aus dem zweiten und ersten Jahrhundert v. Chr. datiert wird, gilt eine Einfügung im Nachhinein als nahezu ausgeschlossen.

## Historische Literatur
- Gottfried Vogel: Computus chronographicus, Oder Biblische Zeit-Beschreibung darinnen nicht allein die Jahre von Erschaffung der Welt an und wie lange dieselbe gestanden, sondern unter andern auch die LXX Jahre der Babylonischen Gefängnuß, die LXX Jahr-Wochen Danielis, das eigentliche Geburts-Jahr und die rechte Jahrzahl Christi, welcher wegen die Theologi und Chronologi seithero am meisten noch streitig gewesen, fürnemlich aus heiliger Göttlicher Schrifft auffs kürtzeste gezeiget und darstellig gemacht werden ; welcher beygefügt worden Tabula chronologica. Leipzig 1664
- Benjamin Blayney: Neuer Versuch über die Weissagung Daniel IX, 20–27 oder die sogenannten 70 Jahrwochen …. Halle 1777
- Johann C. Hoffmann (Johann von Hofmann): Die siebenzig Jahre des Jeremias und die siebenzig Jahrwochen des Daniel. Zwei exegetisch-historische Untersuchungen. Nürnberg 1836
- Bernhard Gräfe: Die 70 Jahrwochen des Propheten Daniel Cap. 9, 24–27 in ihrer Beziehung auf Jesum Christum nachgewiesen. Leipzig 1875
- Carl Heinrich Cornill: Die siebzig Jahrwochen Daniels. Königsberg 1889
- Bernhard Neteler: Stellung der alttestamentlichen Zeitrechnung in der altorientalischen Geschichte. Untersuchung der Zeiträume der 70 Jahrwochen. 1893